# Finale Emilia

Carte de la commune.

Finale Emilia (al Finàl en dialecte mirandolese) est une commune italienne de la province de Modène en Émilie-Romagne.

## Géographie
Finale Emilia se situe dans la plaine du Pô à une altitude variant de 8 à 19 mètres, sur la rive gauche de la rivière Panaro et sur la route provinciale SP2 à 39 km au nord-est de Modène. La commune fait confins avec la province de Bologne et la commune de Sant'Agostino (10 km). La route principale SS468 traverse la cite d’ouest en est, du carrefour avec la SS12 jusqu’à Ferrare (25 km).
Grandes villes voisines :
- Bologne 38 km
- Milan 180 km
- Padoue 79 km
- Venise 106 km

Finale Emilia est classé en zone 3 selon la classification sismique en Italie. Le 20 mai 2012, la commune a été touchée par un séisme de magnitude 6 survenu à 4h04 et dont elle était l'épicentre,. Dans la ville, il a entraîné la destruction de la Torre dei Modenesi sur la piazza Baccarini, une grande partie du château, du Palazzo Veneziani, et provoqué l'effondrement d'une partie du toit de l'église. Ce séisme et les nombreuses répliques des jours suivants ont provoqué plusieurs milliers de sans-abris.

## Histoire
Finale dérive de locus finalis (lieu de confins) et a toujours été un lieu de confins. Les premiers témoignages historiques remontent à l’âge du bronze et l’aspect stratégique du lieu placé au bord d’un fleuve a permis aux Romains de s’y installer entre les IIe et IVe siècles en fondant la Forum Alieni mentionnée par Tacite dans son Historiae.

Les premiers documents officiels portant la mention de Finale sont datés de 1009, et en particulier le document relatif au château qui fut l’objet d’un échange entre Varino, évêque de Modène et Rodolfo de l’abbaye de Nonantola.

La naissance officielle de Finale remonte à 1213, quand durant la guerre entre Salinguerra II de la maison Torelli et le marquis Aldobrandino de la maison d'Este, les habitants de Ponteduce s’unirent aux militaires au Castrum finalis, déterminant ainsi la fondation de la commune de Finale.

À la fin du XIIIe siècle, le sort de Finale est lié à celui de Modène qui en cette période passa sous la domination des Este.

À la fin du XVe siècle, début du développement du centre civil et économique du pays autour en incluant de petites fabriques artisanales dédiées principalement au travail de la laine, du cuir et du verre.

Dans la première moitié du XVIe siècle, le duc Hercule II d'Este, sur demande des habitants, fit abattre les murs de la cité pour donner plus d’espace aux activités industrielles.

En 1598, le duc César d'Este, contraint de céder Ferrare au pape, se réfugie à Finale, qui, grâce à l’hospitalité offerte, reçut le titre de Finale Fedelissimo.

Le XVIIIe siècle fut endeuillé par des guerres et destructions, la zone fut le champ de bataille de plusieurs factions dont celle des Français de Napoléon Bonaparte.

La période fut particulièrement dure pour Finale et les zones périphériques, bien que la vitalité économique et commerciale n’en souffrit point, grâce à une intense activité bancaire gérée par la communauté hébraïque locale.

Le 30 janvier 1779, pour son importance économique et culturelle, Finale reçut le titre de cité par le duc Francesco III.

En 1805, Finale fut incluse dans le royaume d'Italie constitué par Napoléon, puis à la suite du congrès de Vienne, la cité retourne sous les Este et y restera jusqu’à son incorporation au royaume d'Italie.

En 1886, fondation de la première coopérative de la province de Modène dénommée Association des ouvriers journaliers et manutentionnaires  de Finale Emilia.

En avril 1945, la position de Finale sur la ligne de front entre les armées alliées et la Wehrmacht qui tentait de garder ses positions le long du fleuve Panaro et dans la ville de Bologne, occasionna pour la cité de très gros dégâts matériels mais surtout humains, au détriment de la population qui défendait son bien contre les sabotages nazis.

En 2012, le patrimoine artistique de Finale Emilia a été gravement endommagé par le séisme qui a touché tout le bas-modenese et particulièrement la deuxième secousse qui provoqua la destruction de la tour carrée et une bonne partie de la rocca, du palazzo Veneziani et de la partie supérieure du Duomo. La cité était à l’épicentre du séisme de magnitude 5,9 le 20 mai 2012.

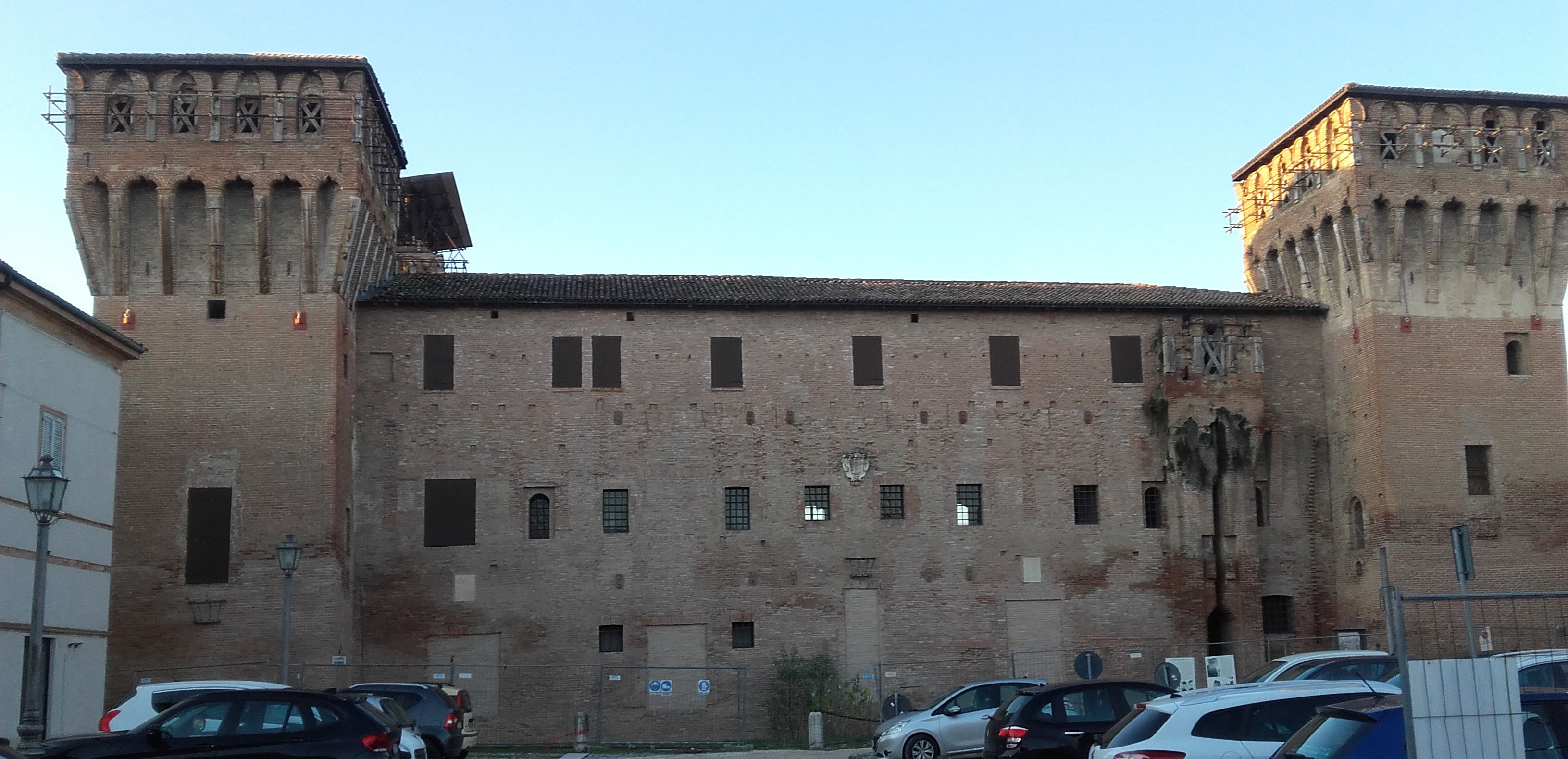
Le château, Rocca Estense.

## Monuments et lieux d’intérêt
- la Rocca Estense : château à tours carrées, endommagé par le séisme de 2012,
- le Palazzo Comunale, la mairie avec l’horloge et la statue de San Zenone,
- l’église de San Bartolomeo,
- le théâtre social
- le cimetière hébraïque.

## Personnalités liées à Finale Emilia
- Gregorio Agnini (1856-1945) – député du PS,
- Ferruccio Trombi (1858-1915) – général de l’armée
- Gildo Monari (1918-1994) - cycliste
- Arrigo Solmi  (1873-1944) – sénateur du royaume d’Italie et ministre de la justice 1935 à 1939
- Rubino Ventura (1794-1858) – général du royaume de Lahore
- Libero Borsari (1931-1952) – coureur motocycliste
- Giuseppe Pederiali (1937-2013) - écrivain
- Cesare Frassoni (1712-1801) – littéraire, historien, poète,
- Morando Morandi (1693-1756) – médecin, littéraire,

## Administration
| Période                                  | Période  | Identité      | Étiquette       | Qualité |
| ---------------------------------------- | -------- | ------------- | --------------- | ------- |
| octobre 2021                             | En cours | Marco Poletti | Parti démocrate |         |
| Les données manquantes sont à compléter. |          |               |                 |         |

### Hameaux
Massa Finalese, Canaletto

### Communes limitrophes
Bondeno, Camposanto, Cento, Crevalcore, Mirandola, San Felice sul Panaro

### Ethnies et minorités étrangères
Selon les données de l’Institut national de statistique (ISTAT) au 1er janvier 2011 la population étrangère résidente et déclarée était de 1961 personnes, soit 12,2 % de la population.
Les nationalités majoritairement représentatives étaient :
| Pos. | Pays     | Population |
| ---- | -------- | ---------- |
| 1    | Maroc    | 881        |
| 2    | Roumanie | 213        |
| 3    | Chine    | 152        |
| 4    | Nigeria  | 100        |
| 5    | Moldavie | 94         |
| 6    | Ukraine  | 79         |
| 7    | Tunisie  | 74         |
| 8    | Albanie  | 71         |
| 9    | Pologne  | 68         |
| 10   | Pakistan | 39         |

### Jumelages
- Grézieu-la-Varenne (France) depuis 1966
- Villa Sant'Angelo (Italie)

## Source
- (it) Cet article est partiellement ou en totalité issu de l’article de Wikipédia en italien intitulé « Finale Emilia » (voir la liste des auteurs) le 06/11/2012.